# محمدآباد (منتظریه)
محمدآباد، روستایی است از توابع بخش مرکزی شهرستان طبس استان خراسان جنوبی ایران.
این روستا جز قدیمی ترین روستا های منطقه جلگه است و دانش آموختگان زیادی دارد.اکثر مردم این روستا به کشاورزی *دامداری مشغول اند.درحال حاضر این روستا شامل دو مدرسه هست.

## جمعیت
این روستا در دهستان منتظریه قرار داشته و بر اساس سرشماری سال ۱۳۸۵ جمعیت آن ۶۷۵ نفر (۱۷۲ خانوار)
بوده است.